# Masisiwe
Masisiwe ist ein Verwaltungsbezirk (englisch Ward) des Distrikts Kilolo in der tansanischen Region Iringa.

## Geografie
Masisiwe ist ein Bezirk auf dem südlichen Hochland von Tansania etwa 70 Kilometer Luftlinie südöstlich der Regionshauptstadt Iringa. Der Bezirk grenzt im Nordwesten an Boma la Ng'ombe, im Norden an Ng'ang'ange und Idete, im Osten an Kimala, im Südosten an die Region Morogoro und im Südwesten an Kibengu des Distrikts Mufindi. Bei der Volkszählung 2022 lebten 9272 Menschen in 2431 Haushalten auf einer Fläche von 264 Quadratkilometern.

## Gliederung
Der Bezirk besteht aus fünf Gemeinden (swahili Mtaa) mit 29 Orten (Kitongoji):
| Masisiwe - Wengele - Mahala - Ilila - Mahame - Masisiwe - Mkolongo - Ngolwani | Idegenda - Idegenda - Luhiti - Ihuvilo - Mangelengele - Ofisini | Nyawegete - Chalinze - Mwangata - Lupilo - Mlandege - Ihongole - Mjimwema | Mbawi - Ludilo - Mwingila - Itini - Kilolela - Uhanzinyi - Kidete - Ilambwa - Kitemela - Ipugulilo - Iboya | Isanga - Isanga - Makongopa - Kapyele - Lunyizi - Igomangulu - Idegenda |

## Infrastruktur
- Gesundheit: In den Gemeinden Masisiwe,[7] Idegenda[8] und Mbawi[9] liegt je eine staatliche Apotheke.
- Bildung: Die Masisiwe Secondary School ist eine staatliche weiterführende Schule, die rund 150 Mädchen und Burschen bis zur 4. Stufe ausbildet.[10]
- Elektrizität: Im Bezirk wird ein Wasserkraftwerk mit einer Leistung von 1,2 MW errichtet.[11][12]